# 25 de Mayo (1815)
La goleta 25 de Mayo fue un buque de guerra utilizado en la campaña de corso patriota durante la Guerra de la Independencia Argentina.

## Historia
Tras la exitosa Campaña Naval de 1814 que le dio a las Provincias Unidas del Río de la Plata el control del estuario del Río de la Plata impidiendo a España contar con una base para la reconquista del que para esos momentos era el último baluarte revolucionario, los esfuerzos navales patriotas se canalizaron principalmente en la actividad corsaria que se extendió principalmente a aguas del Mar de las Antillas y las cercanas a Cádiz, sin descuidar expediciones menores al Océano Pacífico, causando por capturas o encarecimiento de fletes, un perjuicio decisivo al comercio y al esfuerzo de guerra realista. 
Buena parte de los corsarios y algunos de los principales armadores fueron estadounidenses, destacando la ciudad de Baltimore que se convirtió en uno de los focos de la campaña. A fines de 1815 el capitán Tomás Taylor, estadounidense afincado en la ciudad de Buenos Aires desde 1805 y al servicio de los patriotas desde la Revolución de mayo de 1810, arribó a Baltimore con patentes para armar buques en corso. Una de ellas, la patente de corso Nª 50 del 6 de noviembre de 1815, fue utilizada para la goleta de 115 t de porte María, con matrícula de Baltimore.
Tras ser rápidamente alistada en dicho puerto, el primer trimestre de 1816 izó pabellón argentino y con el nombre de 25 de Mayo puso rumbo a Cádiz.
Artillada con 4 cañones de a 12 libras, llevaba una tripulación de 80 hombres al mando del capitán Guillermo Stafford.
Operando entre Cádiz y Cabo San Vicente apresó a la fragata Esperanza, al queche Pópulo, y al bergantín Cuatro Amigos, todos mercantes procedentes de Guayra, así como a la barca del comercio local Ánimas. El 31 de octubre capturó a 5 leguas al sur del Cabo San Vicente al bergantín Volador, también en viaje de Guayra a Cádiz. Esta última captura fue la última registrada en la prensa española (Diario Mercantil de Cádiz del 3 de noviembre de 1816).
Tiempo después, el comandante del corsario Potosí, capitán Juan Chase, declaró ante el tribunal de presas de Buenos Aires que habiendo arribado al, hasta entonces, puerto seguro de Puerto Príncipe, el dictador de Haití Alexandre Petion se había apoderado de su presa la fragata La Ciencia. Chase mencionó en su declaración que en dicho puerto se encontraban embargadas otras presas argentinas y también la goleta 25 de Mayo.
En abril de 1817 Taylor mismo entró a Puerto Príncipe, e intimó a Petion a que en un plazo de cuatro días devolviera todos los buques y carga que había confiscado por un valor de 25 millones de dólares. Para presionar, detuvo un buque haitiano en viaje a los Estados Unidos y amenazó con capturar a todo barco haitiano que estuviera a su alcance. Petion accedió al requerimiento e hizo desagraviar el pabellón. No hay referencias a que entre los buques devueltos se encontrara aún la 25 de Mayo.